# Rue Léon-Cogniet
La rue Léon-Cogniet est une voie du 17e arrondissement de Paris, en France.

## Situation et accès
La rue Léon-Cogniet est une voie publique située dans le 17e arrondissement de Paris. Elle débute au 17, rue Médéric et se termine au 14, rue Cardinet.

## Origine du nom

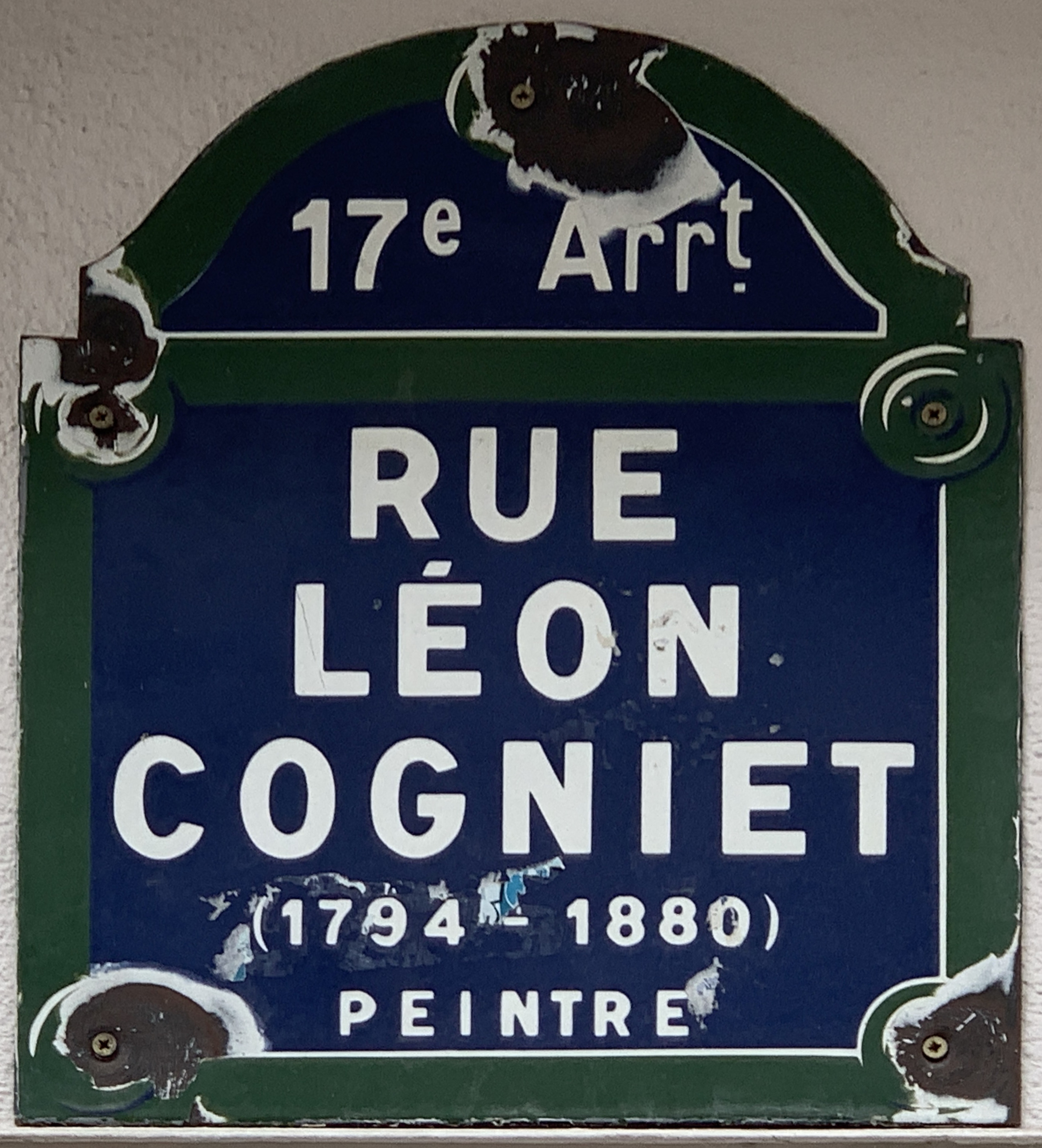
Plaque de la rue.

Elle porte le nom du peintre Léon Cogniet (1794-1880).

## Historique
Cette voie est ouverte en 1881, en tant que voie privée, sous le nom de « rue Blaise » avant de prendre sa dénomination actuelle par arrêté du 30 août 1884 et d'être classée dans la voirie parisienne en tant que voie publique par décret du 10 octobre 1889.